# Levy Rosenblatt
Levy „Leo“ Rosenblatt (* 6. Mai 1888 in Beiseförth; † 15. Oktober 1944 im KZ Auschwitz) war ein deutscher Lehrer und Erzieher sowie der letzte Direktor der Israelitischen Gartenbauschule in Ahlem bei Hannover.

## Leben

### Familie
Die jüdische Familie Rosenblatt in Malsfeld, deren Mitglieder zur „Kehillah“, der Synagogengemeinde Beiseförth zählten, ließ sich seit der ersten Hälfte des 18. Jahrhunderts nahezu durchgängig nachweisen.
Levi/Leo Rosenblatt war der Sohn des Handelsmanns und Viehhändlers Daniel Rosenblatt (* 20. Dezember 1851; † vor 1935) und dessen erster Ehefrau Malchen Rothschild (* um 1856; † um 1887). Etwa 1915 heiratete Leo Rosenblatt Marga[rete] Falkenberg, mit der er die Kinder Ruth (* 7. November 1927; Überlebende des Holocausts) und Gerhard (* 14. Mai 1930; † 1944 in Auschwitz) hatte.

### Werdegang
Leo Rosenblatt nahm als Soldat am Ersten Weltkrieg teil, wurde während dessen mit dem Eisernen Kreuz I. Klasse ausgezeichnet und zum Offizier befördert.
In den Jahren der Weimarer Republik arbeitete Rosenblatt von 1920 bis 1921 als Erzieher und Lehrer am Jüdischen Waisenhaus in Paderborn und wechselte anschließend bis 1929 in den Schuldienst der Stadt Berlin.
Am 16. September 1930 meldete sich Rosenblatt in der seinerzeit noch eigenständigen Gemeinde Ahlem vor Hannover an und übernahm als Direktor die Leitung der dort betriebenen Israelitischen Gartenbauschule von seinem Vorgänger Albert Silberberg.

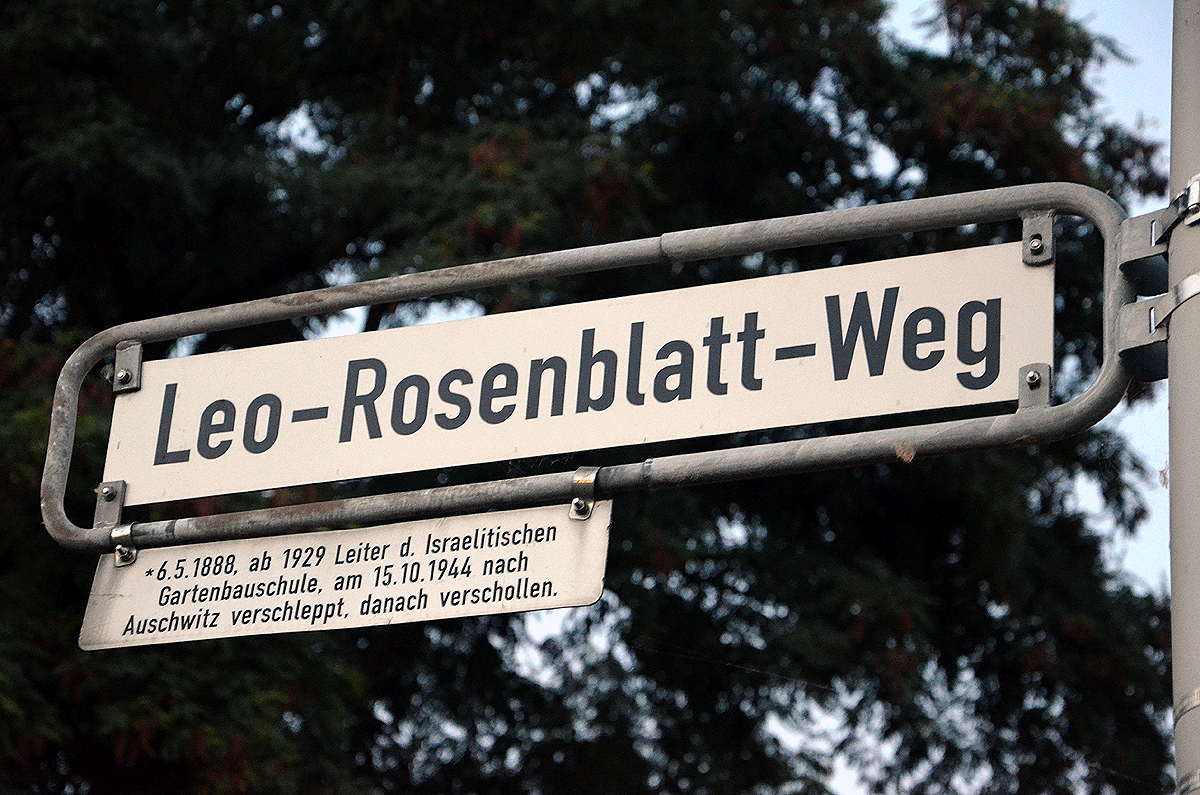
Straßenschild des 1968 in Ahlem angelegten Leo-Rosenblatt-Wegs mit erläuternder Legendentafel

Auch während der Zeit des Nationalsozialismus, noch nach den Novemberpogromen 1938 und noch nach der Aktion Lauterbacher 1941, wohnte Leo Rosenblatt bis zum März 1943 mit seiner Familie auf dem Gelände der Gartenbauschule, das durch die Nationalsozialisten unterdessen zu einem von insgesamt 16 sogenannten „Judenhäusern“ in Hannover (einem Sammellager) umfunktioniert worden war.
1943 wurde Leo Rosenblatt mit seiner Ehefrau Margarete und seinen Kindern Ruth und Gerhard vom Bahnhof Fischerhof zum Konzentrationslager Theresienstadt deportiert. Von dort aus lässt sich ein Weitertransport der beiden männlichen Familienmitglieder 1944 in das Vernichtungslager Auschwitz dokumentieren, „wo beide ermordet wurden“.

## Ehrungen
Der 1968 in Ahlem angelegte Leo-Rosenblatt-Weg ehrt seitdem den Direktor der ehemaligen Israelitischen Gartenbauschule durch seine Namensgebung.